# 跳躍木星場景
跳躍木星場景指定了尼斯模型所描述的巨型行星遷移的演化，其中冰巨星（天王星、海王星或額外的海王星質量行星）被土星向內散射，並被木星向外散射，導致其半長軸跳躍，從而迅速分離其軌道。跳躍木星的設想是由拉蒙·布拉瑟（英語：Ramon Brasser）、亞歷山德羅·莫比代利、羅德尼戈麥斯（英語：Rodney Gomes）、克勒美尼斯·齊加尼斯（英語：Kleomenis Tsiganis）和哈羅德·萊維森（英語：Harold Levison）提出的，因為他們的研究表明，木星和土星的平滑發散遷移導致了與當前太陽系明顯不同的內太陽系。在這次遷移過程中，長期共振席捲了太陽系內部，激發了類地行星和小行星的軌道，也留下了行星軌道的偏心，以及小行星帶有太多的高傾斜度天體。儘管類地行星對它的通過仍然很敏感，木星跳躍場景中描述的木星和土星半長軸的跳躍可以使這些共振快速穿過太陽系內部，而不會過度改變軌道。 
木星跳躍的場景也導致了與最初的尼斯模型的許多其它差異。在晚期重轟炸期間，來自小行星帶核心的月球撞擊物的比例顯著降低，大多數木星特洛伊都是在木星與冰巨星相遇時被捕獲的，木星的不規則衛星也是如此。在木星跳躍的情况下，如果早期的太陽系最初包含一個額外的冰巨星，後來被木星拋射到星際空間，那麼在與當前軌道相似的軌道上保留四顆巨行星的可能性似乎會增加。然而，這仍然是非典型的結果，類地行星當前軌道的保存也是如此。

## 背景

### 最初的尼斯模型
在最初的尼斯模型中，共振交叉會導致動力學不穩定，從而迅速改變巨行星的軌道。最初的尼斯模型始於巨行星，其軌道幾乎為圓形，結構緊湊。最初，起源於外盤星子的相互作用驅動了巨行星緩慢的發散遷移。這種行星驅動的遷徙一直持續到木星和[土星]]以2:1的比例相互交叉共振。共振交叉激發了木星和土星的偏心率。 增加的離心率對天王星和海王星產生擾動，增加它們的離心率，直到系統變得混亂，軌道開始相交。行星之間的引力相遇將天王星和海王星向外散射到星子盤中。星子盤被破壞，許多星子被散射到行星交叉軌道上。巨行星發散遷移的快速階段開始，並持續到星盤耗盡。這一階段的動態摩擦抑制了天王星和海王星的偏心，穩定了系統。在最初的尼斯模型數值模擬中，巨行星的最終軌道與當前的太陽系相似。

### 共振行星軌道
尼斯模型的後期版本從一系列共振中的巨行星開始。這一變化反映了早期太陽系的一些流體動力學模型。在這些模型中，巨行星和氣體盤之間的相互作用導致巨行星向中心恆星遷移，在某些情况下成為熱木星。然而，在多行星系統中，如果一顆遷移速度更快的較小行星被外部軌道共振捕獲，這種向內遷移可能會停止或逆轉。大遷徙假說是這種軌道演化的一個例子，該假說假設在共振中捕獲土星後，木星的遷移在1.5天文單位時發生逆轉。土星被捕獲的共振，3:2或2:1的共振，向外遷移的程度（如果有的話）取決於氣體盤的物理性質和行星吸積的氣體量。在這種向外遷移期間或之後，天王星和海王星被捕獲到進一步的共振中，導致了四重共振系統，已經鑒定出幾種穩定的組合。隨著氣體盤的耗散，由於與來自外盤的星子的相互作用，四重共振最終被打破。從這一點開始的演變類似於最初的尼斯模型，在四重共振破裂後不久就開始了不穩定性，或者在星子驅動的遷移驅動行星穿過不同共振的延遲之後。然而，2：1共振並沒有緩慢的接近，因為木星和土星要麼從這種共振開始或在不穩定期間快速穿越它。

### 後期脫離共振
大質量星子對外盤的攪動可能會引發多共振行星系統的晚期不穩定性。當星子的離心率被冥王星質量物體的引力激發時，巨行星就會向內遷移。即使星子和行星之間沒有相遇，遷移也會發生，這是由星子盤的平均離心率和外行星的半長軸之間的耦合驅動的。由於行星被鎖定在共振中，遷移也導致內部冰巨行星的離心率增加。離心率的增加改變了內部冰巨行星的進動頻率，導致長期共振的交叉。
離心率的增加改變了內部冰巨行星的進動頻率，導致長期共振的交叉。外行星的四重共振可以在其中一次長期共振交叉中被打破。由於之前共振構型中的行星距離很近，引力相遇很快就開始了。這種機制引起不穩定的時間，通常發生在氣體盤擴散後的數億年，與外行星和星子盤之間的距離幾乎完全無關。結合更新的初始條件，這種觸發後期不穩定性的替代機制被稱為尼斯2號模型。

### 行星與木星相遇
在巨行星遷移過程中，木星和冰巨行星之間的相遇是重現當前太陽系所必需的。在拉蒙·布拉瑟（英語：Ramon Brasser）的三篇系列文章中，亞歷山德羅·莫比代利 (天文學家)（英語：Alessandro Morbidelli），羅德尼·戈麥斯（英語：Rodney Gomes），克萊奧梅尼斯·齊加尼斯（英語：Kleomenis Tsiganis）和哈羅德·萊維森（英語：Harold Levison）分析了巨行星遷移期間太陽系的軌道演化。第一篇文章表明，需要冰巨行星和至少一顆氣態巨行星之間的相遇才能重現氣態巨行星偏心率的振盪。 另外兩個表明，如果木星和土星的軌道經過平滑的行星驅動分離，類地行星的軌道將過於偏心，而太多的星子將具有大傾角的軌道。他們提出，這顆冰巨行星同時遇到了木星和土星，導致它們的軌道迅速分離，從而避免了導致內太陽系軌道激發的長期共振席捲。
激發巨行星偏心率的振盪需要行星之間的相遇。木星和土星有適度的偏心率，它們會異相振盪，當土星達到最小值時，木星達到最大偏心率，反之亦然。沒有共振交叉的巨行星的平滑移動會導致非常小的偏心率。共振交叉激發它們的平均偏心率，2：1的共振交叉再現了木星當前的偏心率，但這些不會產生其偏心率的振盪。重建兩者需要共振交叉和土星與冰巨行星之間的相遇，或者冰巨行星與一顆或兩顆氣態巨行星的多次相遇。
在巨行星的平穩遷移過程中，ν5 長期共振掃過內太陽系，激發了類地行星的偏心率。當行星處於長期共振中時，它們的軌道進動是同步的，保持它們的相對方向和它們之間施加固定的平均扭矩。扭矩在行星之間傳遞角動量，導致它們的偏心率發生變化，如果軌道相對於彼此傾斜，則它們的傾角也會發生變化。如果行星保持在長期共振中或附近，這些變化會累積，導致偏心率和傾角發生重大變化。在ν5長期共振交叉期間，這可能導致類地行星的偏心率被激發，增加的幅度取決於木星的偏心率和長期共振所花費的時間。對於原始的尼斯模型，木星和土星的2：1共振的緩慢接近導致ν5長期共振與火星的相互作用延長，將其偏心率驅動到可能破壞太陽系內部穩定的水準，可能導致行星之間的碰撞或火星的拋射。在尼斯模型的後續版本中，木星和土星在2：1共振之間（或從2：1共振）的發散遷移速度更快，地球和火星附近的ν5共振交叉點很短，因此在某些情況下避免了它們的偏心率的過度激發。然而，金星和水星的離心率明顯高於ν5共振後來穿過它們軌道時觀察到的偏心率。
巨行星在星子驅動的平滑遷移也導致了星子帶的軌道分佈，這與目前的小行星帶不同。當它席捲星子帶時，ν16長期共振激發了小行星的傾角。緊隨其後的是ν6長期共振，它激發了低傾角小行星的偏心率。如果長期共振席捲發生在星子驅動的遷移期間，其時間尺度為500萬年或更長時間，那麼剩餘的星子帶將留下很大一部分傾角大於20°的小行星，這在當前的小行星帶中相對罕見。ν6 長期共振與 3：1 平均運動共振的相互作用也在半長軸分佈中留下了一個未觀察到的突出團塊。所有星子最初都處於低偏心率和傾角軌道上，如果巨行星遷移發生得早，那麼長期共振席捲也會留下太多的高傾角小行星，以及小行星的軌道是否因木星在大遷徙期間的通過而受到激發。
冰巨行星與木星和土星之間的相遇加速了它們軌道的分離，限制了長期共振對類地行星和小行星軌道的影響。為了防止類地行星和小行星軌道的激發，長期共振必須迅速席捲內太陽系。金星的小偏心率表明，這發生在不到150,000年的時間尺度上，比行星驅動的遷移要短得多。然而，如果木星和土星的分離是由與冰巨行星的引力相遇驅動的，那麼長期的共振席捲在很大程度上是可以避免的。這些相遇必須推動木星與土星週期的比率迅速從低於2.1到超過2.3，這是長期共振交叉發生的範圍。因為提出了一個類似的過程來解釋一些系外行星的偏心軌道，巨行星軌道的這種演變被命名為跳躍木星場景。

## 描述
跳躍-木星場景用一系列跳躍取代了木星和土星的平滑分離，從而避免了長期共振在內太陽系的席捲，因為它們的週期比從2.1跨越到2.3。在跳躍木星的場景中，一顆冰巨行星被土星向內散射到穿越木星的軌道上，然後被木星向外散射。土星的半長軸在第一次引力相遇中增加，木星在第二次引力相遇時減少，最終結果是它們的週期比增加。在數值模擬中，這個過程可能要複雜得多：雖然木星和土星的軌道是分開的趨勢，但根據相遇的幾何形狀，木星和土星的半長軸的單個跳躍可以是上和下的。除了與木星和土星的多次相遇外，這顆冰巨行星還會遇到其他冰巨行星，在某些情況下還會穿越小行星帶的重要部分。引力相遇發生在 10,000〜100,000 年的時間裡，當與小行星盤的動態摩擦抑制了冰巨行星的偏心率，將其近日點抬高到土星軌道之外時結束；或者當冰巨行星被拋出太陽系時。跳躍木星的場景發生在尼斯模型的數值模擬子集中，包括為原始尼斯模型論文所做的一些模擬。當土星與冰巨行星的初始距離小於3AU時，土星將冰巨行星散射到穿越木星的軌道上的機會增加，並且具有 35-地球質量（原始尼斯模型中使用的小行星帶質量）的小行星帶，通常會導致冰巨星的拋射。

## 第五顆巨行星
在模擬中，這顆巨行星經常與木星相遇，這導致一些人提出，早期的太陽系始於五顆巨行星。在跳躍木星場景的數值模擬中，冰巨行星在與木星和土星的引力相遇後，經常被拋射，使得以四顆巨行星開始的行星系統只留下三顆。儘管從一個更高質量的星子盤開始，人們發現小圓盤可以穩定四顆行星的系統，但在冰巨行星與木星相遇後，大質量的圓盤要麼導致木星和土星過度遷移，要麼通過阻尼偏心度來封鎖這些相遇。這個問題導致David Nesvorný從五顆巨行星開始研究行星系統。在進行了數千次模擬後，他報告說，從五顆巨行星開始的模擬再現外行星當前軌道的可能性是其它行星數量的10倍。Nesvorny和Alessandro Morbidelli的後續研究尋求了能够再現四顆外行星的半長軸、木星離心率以及木星和土星週期比從<2.1跳到>2.3的初始共振配置。雖然只有不到1%的最佳四行星模型符合這些標準，但大約5%的最佳五行星模型被認為是成功的，但其中木星的離心率最難再現。康斯坦丁·貝蒂金和麥克·布朗的另一項研究發現，在最佳初始條件下，從四到五顆巨行星開始複製當前外太陽系的可能性相似（4%對3%）。他們的模擬不同之處在於，星子盤靠近外行星，導致在行星相遇之前有一段時間的遷移。標準包括再現木星和土星離心率的振盪，海王星離心率超過0.2的時期，在此期間，熱的傳統古柏帶天體被捕獲，以及原始冷的傳統古柏帶的保留，但不是木星和土星週期比的跳躍。他們的研究結果還表明，如果海王星的離心率超過0.2，那麼保留一條寒冷的傳統帶可能需要在10,000年內將這顆冰巨行星噴出。

## 不穩定前的海王星遷移
海王星在行星相遇之前遷移到星子盤，這使木星能够保持顯著的離心率，並在第五顆冰巨行星噴出後限制其遷移。木星的離心率是由與這顆冰巨行星的共振交叉和引力相遇激發的，並因與星子盤的長期摩擦而受到阻尼。當行星的軌道突然改變時，就會發生長期摩擦，並導致星子軌道的激發，以及隨著系統的鬆弛，行星的離心率和傾角减小。如果引力相遇是在行星離開多共振構型後不久開始的，那麼木星的離心率就會很小。然而，如果海王星首先向外遷移，破壞了星子盤，它的質量就會减少，星子盤的偏心度和傾角也會受到激發。當行星相遇之後由共振交叉觸發時，這會减少長期摩擦的影響，從而保持木星的離心率。較小的星子盤質量也減少了木星和土星在第五顆行星噴出後的發散遷移。這可以使木星和土星的週期比在行星相遇期間躍升超過2.3，而不會在星子盤被移除後超過當前值。儘管外行星軌道的這種演變可以複製當前的太陽系，但這並不是尼斯2號模型中以外行星和星子盤之間的顯著距離開始的模擬的典型結果。如果星子盤的內緣距離海王星軌道2天文單位以內，那麼在行星相遇開始之前，海王星可能會延長遷移到星子盤的時間。這種遷移在原行星盤消散後不久開始，導致早期不穩定，如果巨行星以3:2、3:2、2:1、3:2的共振鏈開始，這種遷移很可能發生。
如果海王星首先經歷了一次緩慢的塵埃驅動向更遠的星子盤遷移，則可能會發生後期的不穩定。一個五行星系統要想在4億年內保持穩定，星子盤的內緣必須比海王星的初始軌道超出幾個天文單位。星子盤中的星子之間的碰撞產生了碎片，這些碎片在碰撞級聯中被研磨成塵埃。由於坡印廷-羅伯遜阻力，塵埃向內漂移，最終到達巨行星的軌道。與塵埃的引力相互作用導致巨行星在氣體盤耗散約1,000萬年後逃離共振鏈。引力相互作用導致行星緩慢的塵埃驅動遷移，直到海王星接近圓盤的內緣。隨後，由星子驅動的海王星更快地遷移到圓盤中，直到行星的軌道在共振交叉後不穩定。塵埃驅動的遷移需要7〜22個地球質量的塵埃，這取決於海王星軌道和塵埃盤內緣之間的初始距離。隨著行星遇到的塵埃數量的减少，塵埃驅動的遷移速度會隨著時間的推移而减慢。因此，不穩定的時間對控制灰塵產生速率的因素很敏感，例如星子的尺寸分佈和强度。

## 對早期太陽系的影響
跳躍木星場景與最初的尼斯模型產生了許多差異。
木星和土星軌道的快速分離導致長期共振迅速穿過太陽系內部。從小行星帶核心移除的小行星數量減少，使小行星帶的內部延伸成為岩石撞擊物的主要來源。在選定的跳躍木星模型中，保持類地行星低偏心率的可能性新增到20%以上。由於小行星帶軌道的改變是有限的，它的耗散和軌道的激發一定發生得更早。然而，小行星軌道經過了足够的修改，可以將大遷徙產生的軌道分佈向當前小行星帶的軌道分佈轉移，分散碰撞家族，並消除柯克伍德間隙的化石。穿越小行星帶的冰巨行星可以將一些結冰的星子植入小行星帶內部。
在外太陽系，當木星的半長軸在與冰巨行星相遇而跳躍時，結冰的星子被捕獲為木星特洛伊。木星在這些遭遇過程中還通過三體相互作用捕獲不規則衛星。木星常規衛星的軌道受到擾動，但在大約一半的模擬中，其軌道與觀測到的軌道相似。冰巨行星和土星之間的相遇擾亂了土衛八伊阿珀托斯（英語：Iapetus）的軌道，可能是其傾斜的原因。冥王星質量的物體及其較低質量對外盤的動力激發减少了對土星衛星的轟擊。土星的傾斜是在與海王星的自旋軌道共振中被捕獲時獲得的。在行星相遇開始之前，海王星緩慢而長時間地遷移到小行星盤中，使古柏帶具有廣泛的傾角分佈。當遇到之前的遷徙逃逸過程中以2:1共振捕獲的冰巨星後，海王星的半長軸向外跳躍，留下一團具有類似半長軸的低傾角物體。向外跳躍也將物體從3:2共振中釋放出來，減少了海王星遷移結束時留下低傾角冥族小天體的數量。

### 後期重轟炸期
後期重轟炸期的大多數岩石撞擊源於內部延伸的小行星帶，產生較小但持續時間較長的轟炸。因為存在著v6長期共振，導致小行星帶最內側的區域現時人烟稀少。然而，在早期的太陽系中，這種共振位於其它地方，小行星帶向內延伸得更遠，終止於火星穿越軌道。在巨行星遷移過程中，v6的長期共振首先迅速穿過小行星帶，去除了大約一半的質量（遠低於最初的尼斯模型）。當行星到達當前位置時，v6的長期共振破壞了最內側小行星的軌道穩定。其中一些迅速進入行星穿越軌道，開始了後期的重轟炸。其它進入了準穩定的更高傾角軌道，後來產生了一個延長的撞擊尾部，一小部分殘餘物以匈牙利族的形式倖存下來。不穩定物體軌道偏心度和傾角的增加也提高了撞擊速度，導致月球隕石坑的大小分佈發生變化，以及在小行星帶中產生撞擊熔體。據估計，在41億至37億年前，最內側的小行星（或E-帶）對月球產生了九次形成盆地的撞擊，其中三次來自小行星帶的核心。前神酒海盆地，原始尼斯模型中LHB的一部分，被認為是由於來自太陽系內部剩餘星子的撞擊。
彗星轟擊的幅度也减小了。巨行星向外遷移擾亂了外星盤，導致結冰的星子進入行星交叉軌道。其中一些彗星隨後被木星擾動，進入與木星族彗星相似的軌道。這些彗星在軌道上有很大一部分穿過內太陽系，這增加了它們撞擊類地行星和月球的可能性。在最初的尼斯模型中，這導致了彗星撞擊，其大小與小行星撞擊相似。雖然，儘管從這個時代的岩石中檢測到低水準的銥被認為是彗星轟擊的證據，但像是月球岩石中高度親鐵元素混合物的其它證據，和撞擊物碎片中的氧同位素比率與彗星轟擊不一致。月球隕石坑的大小分佈也與小行星的大小分佈基本一致，從而得出小行星主導了撞擊的結論。彗星的撞擊可能因多種因素而减少。冥王星質量的物體對軌道的攪動，激發了冰行星軌道的傾斜，使進入木星族軌道的物體比例從1/3减少到1/10。五行星模型中的外盤質量大約是最初尼斯模型的一半。由於冰冷的星子正在經歷重大的質量損失，或者它們在進入內太陽系時已經解體，轟炸的幅度可能已經進一步减小。這些因素的結合將估計的最大撞擊盆地縮小到危海的大小，大約是雨海盆地大小的一半。這種撞擊的證據可能已經被後來的小行星撞擊所破壞。
關於尼斯模型和後期重轟炸期之間的聯繫，人們提出了許多問題。使用月球勘測軌道飛行器的地形數據進行的隕石坑計數發現，與小行星帶的大小分佈相比，相對於大型撞擊盆地，小隕石坑數量過多。 然而，如果E帶是少數大型小行星碰撞的產物，那麼它的大小分佈可能與小行星帶的大小分佈不同，小天體比例較大。最近的一項研究發現，源自小行星內帶的轟擊只會產生兩個月球盆地，不足以解釋古老的撞擊小球層。相反的，它表明大規模撞擊的來源是碎片，並指出這將更好地匹配撞擊坑的大小分佈。第二項研究也同意這一觀點，認為小行星帶可能不是後期重轟炸的來源。它指出缺乏彗星撞擊物的直接證據，提出剩餘的星子是大多數撞擊的來源，尼斯模型的不穩定性可能很早就發生了。然而，如果使用不同的撞擊坑比例定律，尼斯模型更有可能產生歸因於後期重轟炸和最近撞擊造成的撞擊坑。

### 類地行星
木星和土星的週期比從2.1以下迅速跨越到2.3以上的巨型行星遷移，可能會使類地行星的軌道與當前軌道相似。一組行星的離心率和傾角可以用角動量不足（angular momentum deficit，AMD）來表示，這是衡量它們的軌道與圓形共面軌道差異指標。Brasser、Walsh和Nesvorny的一項研究發現，當使用選定的跳躍木星模型時，如果AMD最初在當前值的10%到70%之間，則當前的角動量不足在數值模擬中有合理的機會（約20%）重現。在這些模擬中，火星的軌道基本上沒有變化，這表明它的初始軌道一定比其它行星的軌道更偏心、更傾斜。然而，這項研究中使用的跳躍木星模型並不典型，它從只有5%的木星和土星的週期比中選出，躍升至2.3以上，同時再現了外太陽系的其它方面。
在複製太陽系內外的後期不穩定性的情况下，跳躍木星模型的總體成功率很低。當Kaib和Chambers從共振鏈中的五顆巨行星以及木星和土星的3:2共振開始進行大量模擬時，85%的模擬導致了一顆類地行星的損失，只有不到5%的模擬再現了當前的AMD，只有1%的模擬同時再現了AMD和巨行星的軌道。除了長期的共振交叉之外，木星遇到冰巨星時離心率的跳躍，也會激發類地行星的軌道。這使他們提出尼斯模型遷移發生在類地行星形成之前，LHB還有另一個成因。然而，由於木星-土星週期比必須躍昇到2.3以上才能再現當前的小行星帶，因此早期遷移的優勢顯著降低。
早期的不穩定可能是火星質量低的原因。如果不穩定性發生的早，火星區域胚胎和星子的離心率會被激發，導致其中許多被彈出。這剝奪了火星的物質，使其提前結束了生長，使火星相對於地球和金星更小。
跳躍木星模型可以再現水星軌道的離心率和傾角。當水星與木星產生長期共振時，水星的離心率會被激發。當包括相對論效應時，水星的進動速率更快，這減少了這種共振交叉的影響，並導致類似當前值但更小的離心率。水星的傾斜可能是它或金星與天王星發生長期共振的結果。

### 小行星帶
共振通過小行星帶的快速穿越可以使其族群和軌道元素的整體分佈在很大程度上得以保留。在這種情況下，小行星帶的消耗、分類類別的混合以及軌道的激發，產生了峰值在10°附近的傾斜分佈和峰值在0.1附近的離心率，一定發生得更早。這些可能是木星大遷徙的產物，前提是由於與類地行星的相互作用，移除了過多的高離心率小行星。嵌入小行星帶的行星胚胎的引力攪動也可能導致其消耗、混合和激發。然而，如果不是全部的話，大部分胚胎在不穩定之前肯定已經丟失了。小行星類型的混合可能是小行星在行星形成過程中散射到帶中的產物。如果木星和土星的軌道在共振時變得混亂，那麼一個最初質量較小的小行星帶的傾角和離心率可能會因跨越小行星帶的長期共振而被激發。
如果這顆冰巨星在木星穿越軌道上度過數十萬年，那麼小行星的軌道可能會在不穩定的其間被激發。在此期間，這顆冰巨星與木星之間的多次引力相遇將導致木星的半長軸、離心率和傾角頻繁變化。木星對小行星軌道和最强的半長軸施加的作用力也會發生變化，導致小行星軌道受到混亂的激發，可能達到或超過現時的水準。離心率最高的小行星稍後會因與類地行星相遇而被移除。然而，在這一過程中，類地行星的離心率被激發到超過當前的值，在這種情況下，不穩定性需要發生在它們形成之前。胚胎在不穩定期間的引力攪動可能會增加進入不穩定軌道的小行星數量，導致其質量損失99-99.9%。
共振的席捲和冰巨星穿透小行星帶，導致後期重轟炸期或之前形成的小行星碰撞家族的擴散。碰撞家族的傾向和離心率由於廣泛的長期共振而分散，包括平均運動共振內部的共振，其中離心率受到的影響最大。與這顆冰巨星近距離接觸的擾動導致了一個家族的半長軸的擴散。因此，大多數碰撞家族將無法通過諸如層次聚類方法等技術來識別，源自灶神星撞擊的V型小行星可能會分散到小行星帶的中部和外部。然而，如果這顆冰巨星只花很短的時間穿越小行星帶，通過識別亞可夫斯基效應產生的半長軸與絕對星等圖中的V型圖案，一些碰撞家族可能仍然可以識別。希爾達碰撞家族是希爾達族的一個子集，由於目前的低碰撞率，被認為是在LHB期間形成的，這可能是由於希爾達在冰巨星倍彈射十，在3:2共振中跳躍捕捉後產生的。冰巨星對半長軸的攪動也可能消除在不穩定之前形成的化石柯克伍德間隙。
來自外盤的星子嵌入小行星帶的所有部分，剩餘為P-和D-型小行星。當木星的共振掃過小行星帶時，外盤星子被其內部共振捕獲，通過這些共振中的長期共振演化到較低的離心率，並隨著木星共振的移動而釋放到穩定的軌道上。在與冰巨星相遇的過程中，其它星子被植入小行星帶，要麼直接使它們的遠日點比冰巨星的近日點高，要麼通過將它們從共振中移除。在木星與這顆冰巨星相遇期間，木星半長軸的跳躍改變了其共振的位置，釋放了一些物體，並捕獲了另一些物體。在木星最後一次跳躍後剩下的許多星子，以及木星遷移到當前位置時被橫掃共振捕獲的其它星子，作為共振族群的一部分存活下來，如希爾達星、圖勒和2:1共振中的星子。 起源於小行星帶的物體以及希爾達族中的少數小行星，也可以在2:1共振中被捕獲。冰巨星向小行星帶的漂移使冰星子能够被植入更遠的小行星帶，其中一些到達半長軸小於2.5天文單位的小行星帶內部。一些物體後來由於擴散或亞爾科夫斯基效應而漂移到不穩定的共振中，並進入地球穿越軌道，塔吉什湖隕石代表了起源於外星盤物體的可能碎片。對這一過程的數值模擬可以大致再現P型和D型小行星的分佈以及最大天體的大小，其中的差異，如小於10公里的天體過多，歸因於碰撞或亞爾科夫斯基效應造成的損失，以及模型中行星的具體演化。

### 特洛伊
大多數木星特洛伊都是在木星和一顆冰巨星引力相遇後不久被跳躍捕獲的。在這些相遇過程中，木星的半長軸可以跳躍0.2AU，徑向移動L4和L5點，並釋放許多現有的木星特洛伊。新的木星特洛伊是從具有與木星新的半長軸相似的半長軸的星子群體中捕獲的。被捕獲的特洛伊有著廣泛的傾斜和離心率，這是它們從外盤的原始位置遷移時被巨行星散射的結果。當共軌區域暫時變成混亂時，在弱共振穿越過程中，一些額外的特洛伊被捕獲，另一些遺失。在與木星的最後一次相遇後，這顆冰巨星可能會穿過木星的一個特洛伊群，分散許多特洛伊群，並减少其數量。在模擬中，捕獲的木星特洛伊的軌道分佈以及L4和L5種群之間的不對稱性與當前太陽系的軌道分佈相似，並且在很大程度上與木星相遇的歷史無關。據估計，捕獲當前木星特洛伊所需的星盤質量在15至20地球質量之間，與再現外太陽系其他方面所需的質量一致。
在海王星半長軸跳躍的不穩定過程中，星子也被捕獲為海王星特洛伊。海王星特洛伊的大傾角分佈表明，它們軌道的傾角在被捕獲之前一定是被激發的。因為天王星和海王星在過去更接近2:1的共振，海王星特洛伊的數量可能已經减少。

### 不規則衛星
木星捕獲了大量的不規則衛星，大小相當的土星衛星數量也相對增加。
在行星之間的引力相遇過程中，未受約束的星子圍繞一顆巨行星的雙曲線軌道會被存在的另一顆行星擾動。如果幾何形狀和速度是正確的，當行星分離時，這三個天體的相互作用會使星子處於束縛軌道上。儘管這一過程是可逆的，但鬆散結合的衛星，包括可能的原始衛星，也可以在這些遭遇中逃逸，緊密結合的衛星仍然存在，不規則衛星的數量在一系列遭遇中增加。遭遇後，傾角在60°至130°之間的衛星因古在共振而遺失，而更遠的順行衛星因出差共振而遺失。衛星之間的碰撞導致了家族的形成、質量的顯著損失以及尺寸分佈的變化。在模擬中捕捉到的木星不規則衛星的數量和軌道與觀測結果基本一致。木衛六希瑪利亞（英語：Himalia）其光譜類似於小行星帶中部的小行星，比模擬中捕獲的最大值稍大。如果它是一個原始物體，它在一系列引力遭遇中倖存的幾率在0.01到0.3之間，且隨著數量的增加，幾率會下降。在木星跳躍的情况下，土星與冰巨星的相遇更頻繁；如果有第五顆巨行星，與天王星和海王星的相遇會更少。與最初的尼斯模型相比，這增加了土星相對於天王星和海王星的衛星規模，與觀測結果更加吻合。